# Malé Dvorce
Malé Dvorce (německy Klein Meierhöfen) jsou malá vesnice, část města Přimda v okrese Tachov v Plzeňském kraji. Nachází se asi čtyři kilometry jihovýchodně od Přimdy. Malé Dvorce jsou také název katastrálního území o rozloze 1,82 km².

## Historie
První písemná zmínka o vesnici pochází z roku 1580.

## Obyvatelstvo
| Rok            | 1869 | 1880 | 1890 | 1900 | 1910 | 1921 | 1930 | 1950 | 1961 | 1970 | 1980 | 1991 | 2001 | 2011 | 2021 |
| -------------- | ---- | ---- | ---- | ---- | ---- | ---- | ---- | ---- | ---- | ---- | ---- | ---- | ---- | ---- | ---- |
| Počet obyvatel | 124  | 124  | 103  | 120  | 134  | 142  | 124  | 55   | 64   | 55   | 45   | 43   | 27   | 36   | 32   |
| Počet domů     | 25   | 26   | 26   | 26   | 25   | 26   | 26   | 17   | 39   | 15   | 15   | 16   | 16   | 18   | 18   |

## Obecní správa
Při sčítání lidu v letech 1850–1969 Malé Dvorce byly samostatnou obcí v okrese Tachov. V letech 1961–1971 byly částí obce Velké Dvorce v okrese Tachov. Od 26. listopadu 1971 do 31. prosince 1979 byly částí obce Třískolupy v okrese Tachov, kdy se konaly obecní volby. Od 1. ledna 1980 jsou částí města Přimda v okrese Tachov.

## Galerie

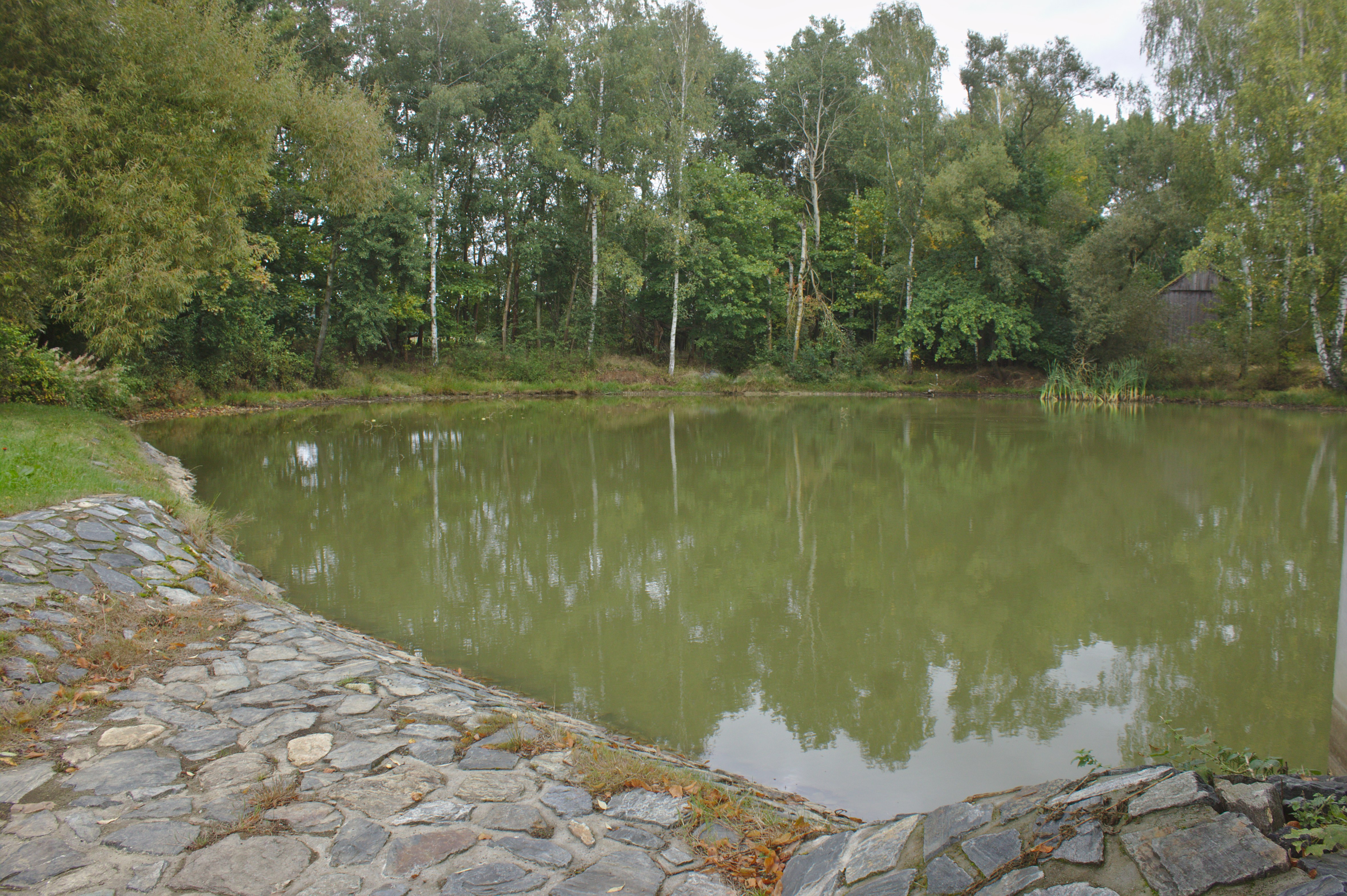
rybník
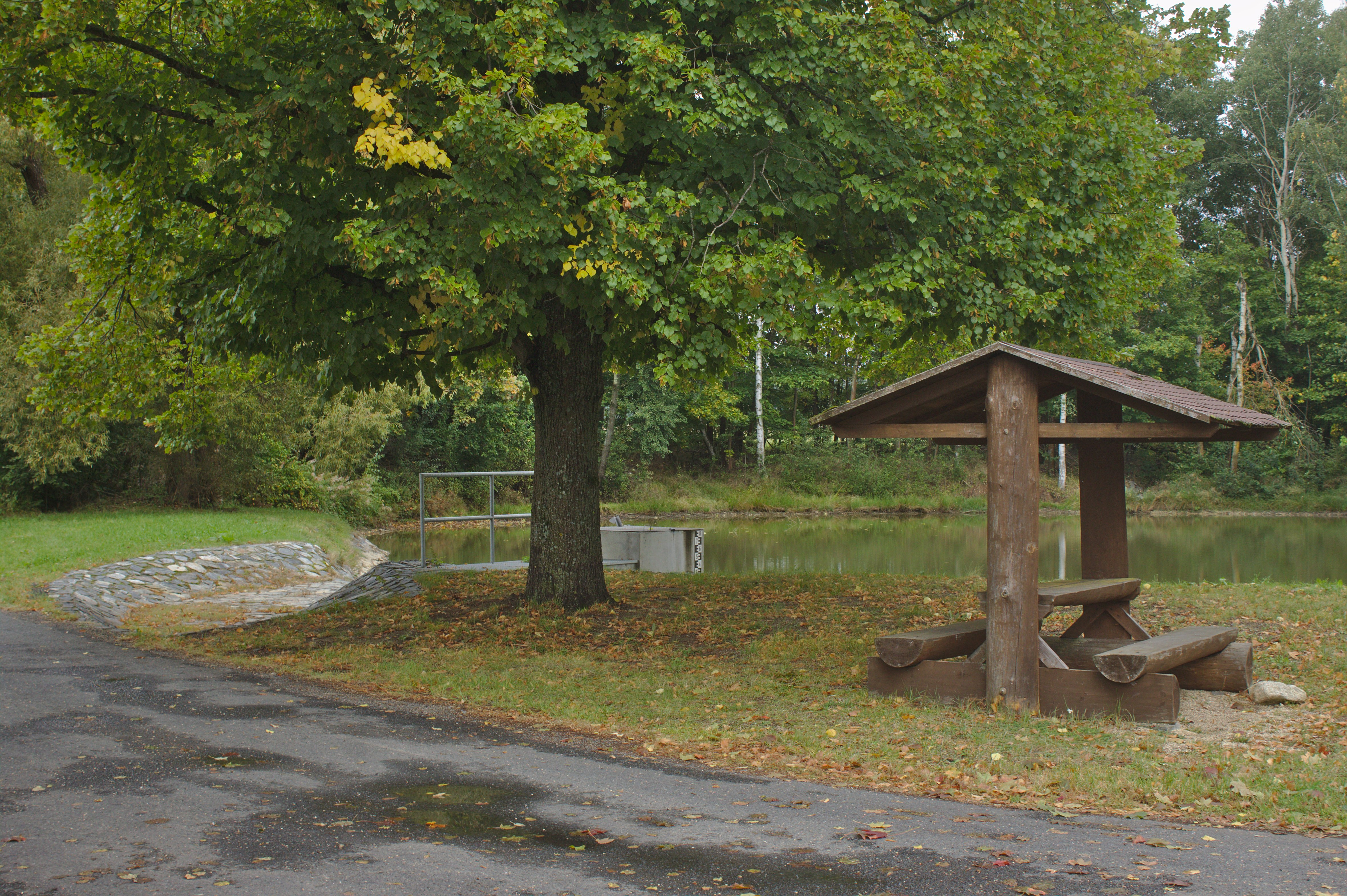
odpočívadlo
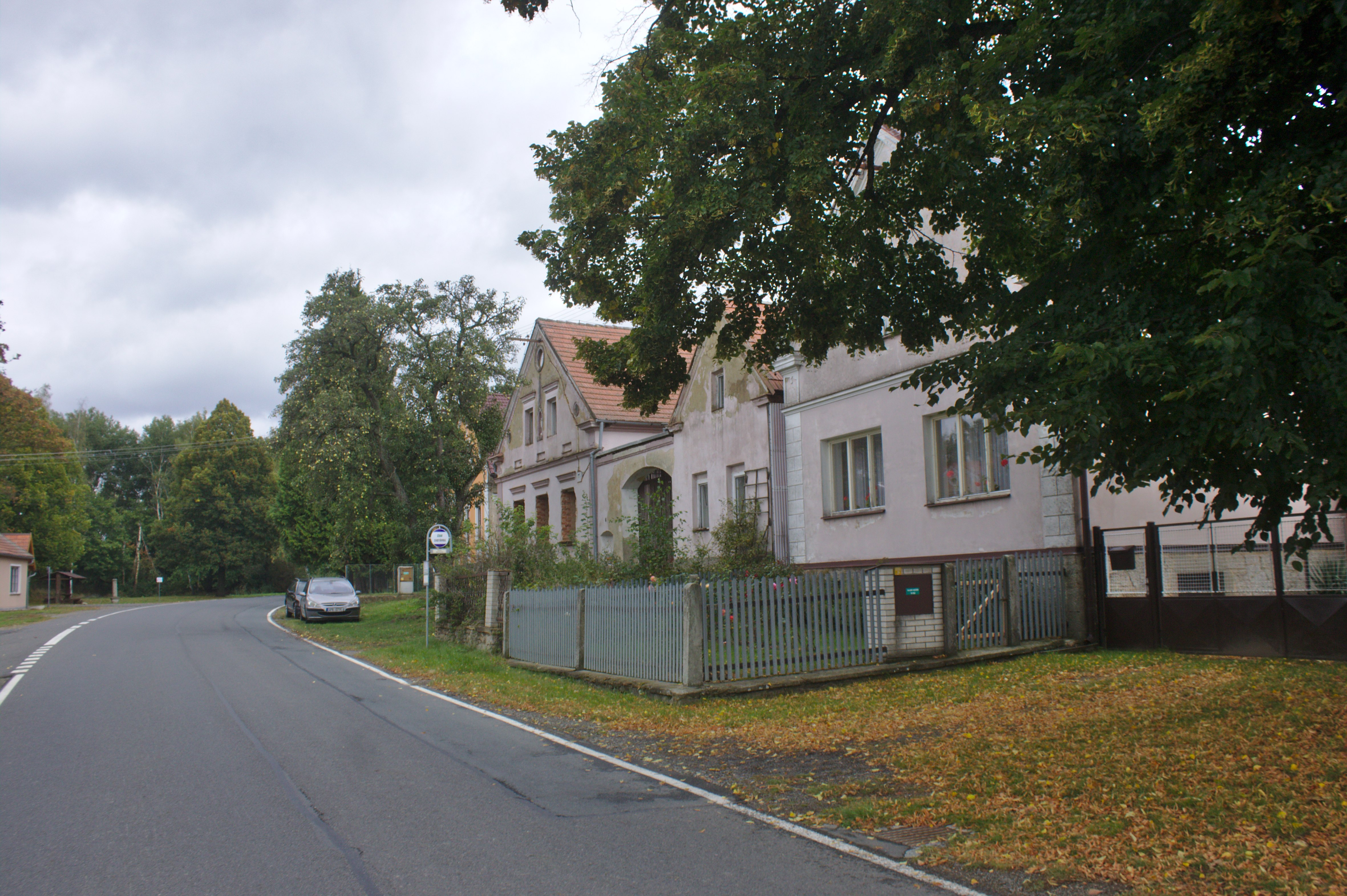
domy na návsi